# Czubajeczka różowawa

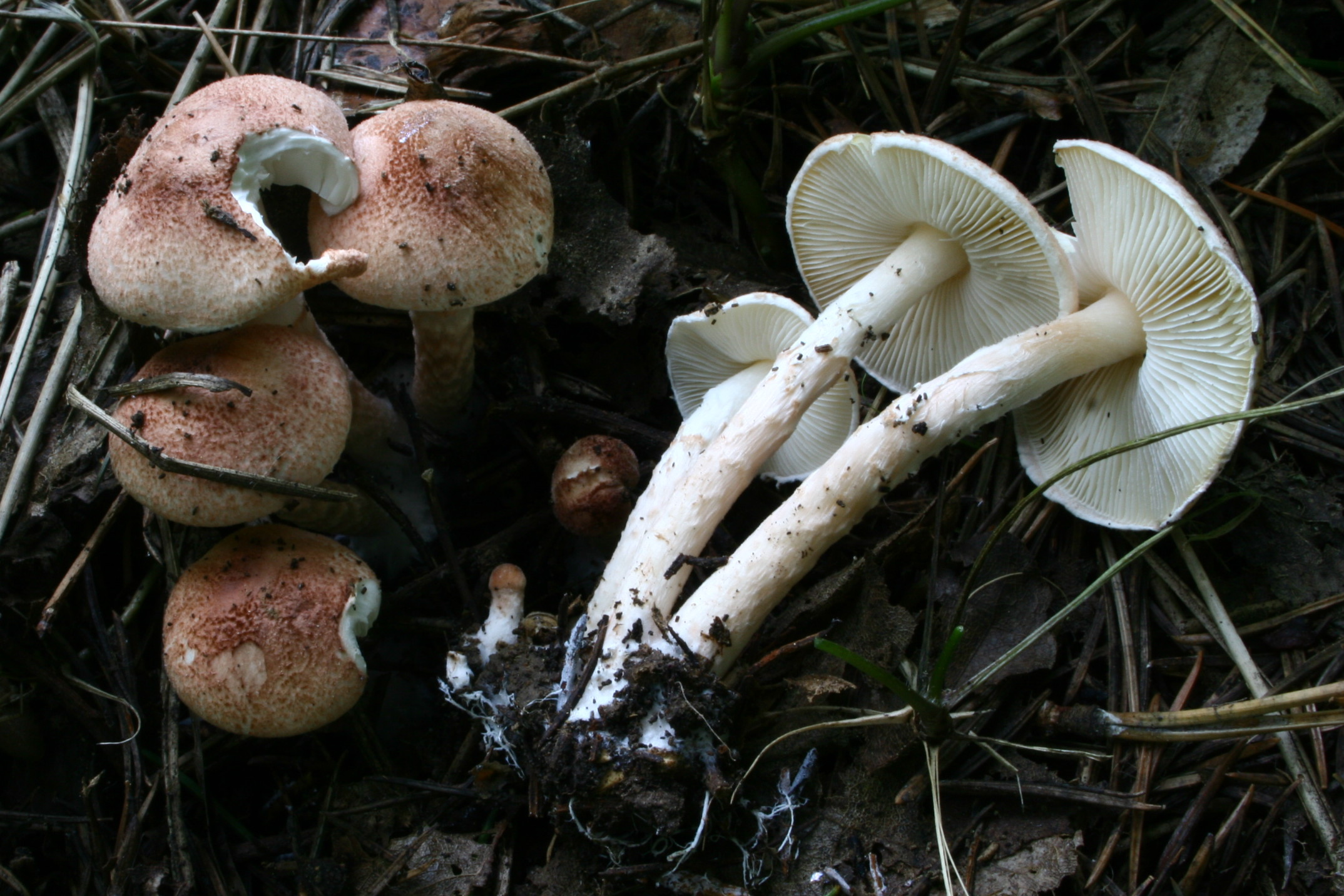

Czubajeczka różowawa (Lepiota subincarnata J.E. Lange) – gatunek grzybów z rodziny pieczarkowatych (Agaricaceae).

## Systematyka i nazewnictwo
Pozycja w klasyfikacji według Index Fungorum: Lepiota, Agaricaceae, Agaricales, Agaricomycetidae, Agaricomycetes, Agaricomycotina, Basidiomycota, Fungi.
Synonimy:

- Lepiota josserandii Bon & Boiffard 1974
- Lepiota josserandii Bon & Boiffard 1974 var. josserandii
- Lepiota subincarnata J.E. Lange 1940 f. subincarnata
- Lepiota subincarnata var. josserandii (Bon & Boiffard) Gminder )
- Lepiota subincarnata J.E. Lange 1940 var. subincarnata
- Leucoagaricus josserandii (Bon & Boiffard) Raithelh. 1989

Nazwę polską zaproponował Władysław Wojewoda w 2003 r.

## Morfologia
Kapelusz
Średnica 2–3,5 cm, początkowo półkulisty, potem płaskowypukły z niewielkim  garbem. Powierzchnia biaława, pokryta różowobrązowymi, drobnymi, wełnistymi łuseczkami, które często tworzą nieregularnie koncentryczne pierścienie. Łuseczki są najciemniejsze na środku, w kierunku brzegu coraz jaśniejsze i rzadziej rozmieszczone. Brzeg ze zwieszającymi się, kłaczkowatymi resztkami osłony.
Blaszki
Wolne, stłoczone, białokremowe. Pod lupą dostrzec można na nich ostrzach cheilocystydy.
Trzon
Wysokość 2,5–5 cm, grubość 0,4–0,9 cm, kształt walcowaty, podstawa bulwiasta. Powierzchnia z różowawym odcieniem. Strefa pierścieniowa niewyraźna. Powyżej tej strefy powierzchnia gładka, poniżej pokryta włóknistymi łuskami.
Wysyp zarodników
Biały. Zarodniki elipsoidalne; gładkie, amyloidalne, o rozmiarach 6–7,5 × 3–4 μm.

## Występowanie i siedlisko
Czubajeczka łysiejąca znana jest w wielu krajach Europy, w północnej i środkowej części USA, Nowej Zelandii, oraz w Kamerunie i Maroku. Na terenie Polski do 2003 r. podano w literaturze naukowej 4 stanowiska. Kilka innych i nowszych stanowisk podaje internetowy atlas grzybów.
Owocniki wyrastają pojedynczo lub w niewielkich grupkach w lasach liściastych i mieszanych, czasami także na trawnikach. Pojawiają się od lipca do października.

## Znaczenie
Saprotrof. Jest grzybem trującym, nawet śmiertelnie. Zawiera amanitotoksyny – te same trucizny, które występują w muchomorach.

## Gatunki podobne
Charakterystyczną cechą czubajeczki różowawej jest różowawe zabarwienie kapelusza i trzonu. Może jednak być pomylona z innymi gatunkami:
- czubajeczka czerwonopochwowa (Lepiota ignivolvata). Odróżnia się jasnym, pomarańczowym lub czerwono brązowym pierścieniem na trzonie[4].
- czubajeczka cuchnąca (Lepiota cristata). Przeważnie jest większa i ma brązowawe łuski[4].